# Husimovci
Husimovci falu Bosznia-Hercegovinában, a Bosznia-hercegovinai Föderáció Una-Szanai kantonjában, Sanski Most községben. 

## Fekvése
Bosznia-Hercegovina északnyugati részén, Bihácstól légvonalban 57, közúton 78 km-re keletre, Sanski Most központjától légvonalban 5, közúton 6 km-re nyugatra fekvő dombos, erdős területen, a Bliha-folyó és a Sanski Mostról Bosanska Krupára menő út mentén hosszan elnyúlva fekszik. 

## Népessége
| Nemzetiségi csoport | Népesség 1991 | Népesség 2013 |
| ------------------- | ------------- | ------------- |
| Szerb               | 577           | 30            |
| Bosnyák             | 1162          | 1265          |
| Horvát              | 21            | 3             |
| Jugoszláv           | 25            | 0             |
| Egyéb               | 17            | 12            |
| Összesen            | 1802          | 1310          |

## Története
A vegyes, muszlim-szerb lakosságú falu 1878-ig az Oszmán Birodalom része volt. Az 1875-1878-as törökellenes boszniai felkelés idején a felkelők a Sanica völgyében aratott nagy győzelem után 1876. július 13-án elfoglalták Skucani Vakufot, majd és ötórás harc után megkezdődött a török egységek üldözése Stari Majdan és Sanski Most felé. Ezután a felkelők 18 falut elfoglaltak és felgyújtottak, köztük Modra, Čirkiće, Gorica, Vršuše, Hotiraj, Gornji és Donji Kamengrad és Husimovce falvakat. Mivel estére már erősen esett az eső, a fáradt harcosok még az éjszaka folyamán abbahagyták az ellenség üldözését és visszatértek a Grmeč-hegységben levő támaszpontjukra.
Az első osztrák-magyar népszámlálás szerint 1879-ben Husimovcinak 167 lakosa volt, közülük 89 muszlim és 78 ortodox szerb. A település Husimovci Srpski, Husimovci Turski és Štrpci nevű részekből állt. A muszlimok a kamengradi gyűlekezethez tartoztak. A husimovci muszlim gyűlekezet, amely Husimovci mellett Demiševci falut is magában foglalja, a Sanski Most-Bosanska Krupa főút ötödik kilométerénél található. A gyülekezetnek 360 háztartása van, és van egy mecsete is, amelyet eredetileg 1969-ben építettek. A Bosznia-Hercegovina elleni szerb-montenegrói agresszió során 1992-95 között a mecset megsemmisült. A háború után Sanski Most környékén az elsők között állították helyre és avatták fel 1996. szeptember 15-én. Az imám szolgálatot ebben a gyülekezetben a következő imámok végezték: Ferhat Šeta, Agan Osmanović, Elkaz Čehić, Raif efendi Gradačactól, akinek vezetéknevére a gyülekezet nem emlékszik, Alija Henjak, Osman Hasanbegović és Muvedet Vuković efendi, aki a gyülekezet jelenlegi imámja. Közülük a legnevezetesebb Ferhat Šeta efendi volt, aki a Mešihat SRBiH elnöke, majd Bosznia-Hercegovina szlovéniai és líbiai nagykövete volt.

## Nevezetességei
- A falu mecsetét 1969-ben építették, 1992-ben a szerbek lerombolták, majd a háború után újjáépítették és 1996. szeptember 15-én nyitották meg újra.[6]